# Зарбь
Зарбь — деревня в Братском районе Иркутской области России. Входит в состав Тангуйского сельского поселения.

## География
Зарбь расположена примерно в 80 километрах к юго-западу от города Братска на высоте 425 метров над уровнем моря, между двумя рукавами притока Братского водохранилища.
Осевая улица — Центральная.
Ближайшие населенные пункты расположены примерно в 7 км к северо востоку (Покосное) и 8,5 км к югу (Тангуй).

Жители села приравнены к жителям Крайнего Севера в связи с резко континентальным климатом.

## Население
| 2002 | 2010 | 2011 | 2012 |
| ---- | ---- | ---- | ---- |
| 283  | ↘224 | ↘222 | ↘219 |

| Год  | Численность | Численность |
| ---- | ----------- | ----------- |
| 2002 | 283         | [ 3 ]       |
| 2010 | 224         | [ 4 ]       |
| 2011 | 222         | [ 1 ]       |
| 2012 | 219         | [ 1 ]       |

## Инфраструктура
Личное подсобное хозяйство с зоной сельскохозяйственного использования, индивидуальная застройка усадебного типа.
Основным источником доходов села является сельское хозяйство.
Зарбинская начальная школа. Отделение почтовой связи Зарбь 665749.

## Транспорт
Деревня доступна автотранспортом. Автобусное сообщение с райцентром. Остановка общественного транспорта «Зарбь».